# 消失矩
消失矩(Vanishing Moments)，在連續小波變換(Continuous Wavelet Transform)，是一項非常重要的參數，用來檢視母小波(Mother wavelet)是否為高頻的函數。
Vanish moment  越高，經過內積後被濾掉的低頻成分越多
在實務上，Vanish moment=5

## 由來
在連續小波變換中，母小波有4個主要限制如下。
1. 有值區間必須是有限的(Compact Support): 
母小波不能是一個無限長的函數。
2. 必須是實函數(Real) : 
因為要處理的影像不會是複數信號，且為了方便計算。
3. 偶對稱(Even Symmetric)或是奇對稱(Odd Symmetric)
4. 消失矩越高越好:  
這項是最難滿足的一項。 
5. 
Admissibility Criterion 要存在才存在反小波轉換

## 定義
首先定義第 {\displaystyle k} 個動量( {\displaystyle k_{th}} moment): 
```

  

    

      

        

          
m

          

            
k

          

        

        
=

        
∫

        

          
t

          

            
k

          

        

        
ψ

        
(

        
t

        
)

        

        
d

        
t

      

    

    
{\displaystyle m_{k}=\int t^{k}\psi (t)\,dt}

  

```

若 {\displaystyle m_{0}=m_{1}=m_{2}=...=m_{p-1}=0}，
則我們說 {\displaystyle \psi (t)} 有 {\displaystyle p} 個消失矩。

## 如何計算消失矩
我們可以看到 {\displaystyle m_{k}=\int t^{k}\psi (t)\,dt} 不太好計算，尤其是 {\displaystyle k} 很大的時候。
此時，可以善用傅立葉轉換來進行計算。

### 計算第0個動量
首先，觀察傅立葉轉換的公式:
```

  

    

      

        
G

        
(

        
f

        
)

        
=

        
∫

        
g

        
(

        
t

        
)

        

          
e

          

            
−

            
j

            
2

            
π

            
f

            
t

          

        

        

        
d

        
t

      

    

    
{\displaystyle G(f)=\int g(t)e^{-j2\pi ft}\,dt}

  

```

當令{\displaystyle f=0}時，可以看到以上公式變成:
```

  

    

      

        
G

        
(

        
0

        
)

        
=

        
∫

        
g

        
(

        
t

        
)

        

        
d

        
t

      

    

    
{\displaystyle G(0)=\int g(t)\,dt}

  

```

正是第0個動量 {\displaystyle m_{0}}。
因此，若要計算 {\displaystyle g(t)} 的第0個動量，可以先計算 {\displaystyle g(t)} 的傅立葉轉換，再取直流項(也就是 {\displaystyle f=0} )。

### 計算第k個動量
我們可以同樣利用傅立葉轉換來計算第 {\displaystyle k} 個動量。
首先，傅立葉轉換有一個性質: 在頻域微分  {\displaystyle k} 次，就相當於時域乘上 {\displaystyle t^{k}} :
```

  

    

      

        

          

            
1

            

              
(

              
−

              
j

              
2

              
π

              

                
)

                

                  
k

                

              

            

          

        

        

          
G

          

            
(

            
k

            
)

          

        

        
(

        
f

        
)

        
=

        
∫

        

          
t

          

            
k

          

        

        
g

        
(

        
t

        
)

        

          
e

          

            
−

            
j

            
2

            
π

            
f

            
t

          

        

        

        
d

        
t

      

    

    
{\displaystyle {\frac {1}{(-j2\pi )^{k}}}G^{(k)}(f)=\int t^{k}g(t)e^{-j2\pi ft}\,dt}

  

```

當令{\displaystyle f=0}時，可以看到以上公式變成:
```

  

    

      

        

          

            
1

            

              
(

              
−

              
j

              
2

              
π

              

                
)

                

                  
k

                

              

            

          

        

        

          
G

          

            
(

            
k

            
)

          

        

        
(

        
0

        
)

        
=

        
∫

        

          
t

          

            
k

          

        

        
g

        
(

        
t

        
)

        

        
d

        
t

      

    

    
{\displaystyle {\frac {1}{(-j2\pi )^{k}}}G^{(k)}(0)=\int t^{k}g(t)\,dt}

  

```

正是第 {\displaystyle k} 個動量 {\displaystyle m_{k}}。
因此，若要計算 {\displaystyle g(t)} 的第k個動量，可以先計算 {\displaystyle g(t)} 的傅立葉轉換的k次微分，再取直流項(也就是 {\displaystyle f=0} )。

## 一些常用函數的消失矩
分成兩類連續函數與連續函數的離散係數
- 連續函數:哈爾基底、墨西哥帽函數
- 連續函數的離散係數:多貝西小波(Daubechies wavelet)、Symlet 、 Coiflet

### 連續函數
哈爾小波轉換是最簡單的一種小波轉換，使用哈爾基底(Haar Basis)來做母小波。
而墨西哥帽函數(Mexican hat function)也常被用來當母小波。

#### 哈爾基底
哈爾基底的數學表示式如下: 
```

  

    

      

        
ψ

        
(

        
t

        
)

        
=

        

          

            
{

            

              

                

                  
1

                  

                

                

                  
0

                  
≤

                  
t

                  
<

                  
1

                  

                    
/

                  

                  
2

                  
,

                

              

              

                

                  
−

                  
1

                

                

                  
1

                  

                    
/

                  

                  
2

                  
≤

                  
t

                  
<

                  
1

                  
,

                

              

              

                

                  
0

                

                

                  

                    

                      
otherwise.

                    

                  

                

              

            

            

          

        

      

    

    
{\displaystyle \psi (t)={\begin{cases}1\quad &0\leq t<1/2,\\-1&1/2\leq t<1,\\0&{\mbox{otherwise.}}\end{cases}}}

  

```

{\displaystyle \psi (t)} 是一個奇函數，所以
```

  

    

      

        

          
m

          

            
0

          

        

        
=

        
∫

        
ψ

        
(

        
t

        
)

        

        
d

        
t

        
=

        
0

      

    

    
{\displaystyle m_{0}=\int \psi (t)\,dt=0}

  

```

但 {\displaystyle t\psi (t)} 是偶函數，所以
```

  

    

      

        

          
m

          

            
1

          

        

        
=

        
∫

        
t

        
ψ

        
(

        
t

        
)

        

        
d

        
t

        
≠

        
0

      

    

    
{\displaystyle m_{1}=\int t\psi (t)\,dt\neq 0}

  

```

因此，哈爾基底的消失矩為1。

#### 墨西哥帽函數
墨西哥帽函數的數學表示式:
```

  

    

      

        
ψ

        
(

        
t

        
)

        
=

        

          

            

              
2

              

                
5

                

                  
/

                

                
4

              

            

            

              
3

            

          

        

        
(

        
1

        
−

        
2

        
π

        

          
t

          

            
2

          

        

        
)

        

          
e

          

            
−

            
π

            

              
t

              

                
2

              

            

          

        

      

    

    
{\displaystyle \psi (t)={\frac {2^{5/4}}{\sqrt {3}}}(1-2\pi t^{2})e^{-\pi t^{2}}}

  

```

仔細觀察，{\displaystyle \psi (t)} 其實是高斯函數的二次微分:
```

  

    

      

        
ψ

        
(

        
t

        
)

        
=

        
C

        

          

            

              
d

              

                
2

              

            

            

              
d

              

                
t

                

                  
2

                

              

            

          

        

        

          
e

          

            
−

            
π

            

              
t

              

                
2

              

            

          

        

        
,

        
C

        
=

      

    

    
{\displaystyle \psi (t)=C{\frac {d^{2}}{dt^{2}}}e^{-\pi t^{2}},C=}

  

 常數。 
```

而高斯函數做傅立葉轉換仍是高斯函數:
```

  

    

      

        
ψ

        
(

        
t

        
)

        
=

        
C

        

          

            

              
d

              

                
2

              

            

            

              
d

              

                
t

                

                  
2

                

              

            

          

        

        

          
e

          

            
−

            
π

            

              
t

              

                
2

              

            

          

        

        
→

        
−

        
C

        
4

        

          
π

          

            
2

          

        

        

          
f

          

            
2

          

        

        

          
e

          

            
−

            
π

            

              
f

              

                
2

              

            

          

        

      

    

    
{\displaystyle \psi (t)=C{\frac {d^{2}}{dt^{2}}}e^{-\pi t^{2}}\to -C4\pi ^{2}f^{2}e^{-\pi f^{2}}}

  

。
```

利用
```

  

    

      

        

          

            
1

            

              
(

              
−

              
j

              
2

              
π

              

                
)

                

                  
k

                

              

            

          

        

        

          
G

          

            
(

            
k

            
)

          

        

        
(

        
0

        
)

        
=

        
∫

        

          
t

          

            
k

          

        

        
g

        
(

        
t

        
)

        

        
d

        
t

      

    

    
{\displaystyle {\frac {1}{(-j2\pi )^{k}}}G^{(k)}(0)=\int t^{k}g(t)\,dt}

  

```

可以算出
```

  

    

      

        

          
m

          

            
0

          

        

        
=

        

          
m

          

            
1

          

        

        
=

        
0

        
,

        

          
m

          

            
2

          

        

        
≠

        
0

      

    

    
{\displaystyle m_{0}=m_{1}=0,m_{2}\neq 0}

  

。
```

所以墨西哥帽函數的消失矩為2。

#### 高斯函數的p次微分
墨西哥帽函數是高斯函數的二次微分，所以消失矩為2。
當
```

  

    

      

        
ψ

        
(

        
t

        
)

        
=

        

          

            

              
d

              

                
p

              

            

            

              
d

              

                
t

                

                  
p

                

              

            

          

        

        

          
e

          

            
−

            
π

            

              
t

              

                
2

              

            

          

        

      

    

    
{\displaystyle \psi (t)={\frac {d^{p}}{dt^{p}}}e^{-\pi t^{2}}}

  

```

其傅立葉轉換為
```

  

    

      

        
(

        
j

        
2

        
π

        
f

        

          
)

          

            
p

          

        

        

          
e

          

            
−

            
π

            

              
f

              

                
2

              

            

          

        

      

    

    
{\displaystyle (j2\pi f)^{p}e^{-\pi f^{2}}}

  

。
```

利用
```

  

    

      

        

          

            
1

            

              
(

              
−

              
j

              
2

              
π

              

                
)

                

                  
k

                

              

            

          

        

        

          
G

          

            
(

            
k

            
)

          

        

        
(

        
0

        
)

        
=

        
∫

        

          
t

          

            
k

          

        

        
g

        
(

        
t

        
)

        

        
d

        
t

      

    

    
{\displaystyle {\frac {1}{(-j2\pi )^{k}}}G^{(k)}(0)=\int t^{k}g(t)\,dt}

  

```

可以算出
```

  

    

      

        

          
m

          

            
0

          

        

        
=

        

          
m

          

            
1

          

        

        
=

        

          
m

          

            
p

            
−

            
1

          

        

        
,

        

          
m

          

            
p

          

        

        
≠

        
0

      

    

    
{\displaystyle m_{0}=m_{1}=m_{p-1},m_{p}\neq 0}

  

。
```

所以高斯函數p次微分的消失矩為p。

### 連續函數的離散係數
多貝西小波(Daubechies wavelet)、Symlet 、 Coiflet都是一些常用的離散小波，而且都是由連續小波的離散係數推導而來。
且這三種都是orthonormal filters

#### 多貝西小波
```

  

    

      

        
2

        
n

      

    

    
{\displaystyle 2n}

  

 點的多貝西小波，消失矩 

  

    

      

        
=

        
n

      

    

    
{\displaystyle =n}

  

```

#### Symlet
```

  

    

      

        
2

        
n

      

    

    
{\displaystyle 2n}

  

 點的Symlet，消失矩 

  

    

      

        
=

        
n

      

    

    
{\displaystyle =n}

  

```

Coiflet
```

  

    

      

        
6

        
n

      

    

    
{\displaystyle 6n}

  

 點的Coiflet，消失矩 

  

    

      

        
=

        
n

      

    

    
{\displaystyle =n}

  

```

三者的比較
1. Symlet和多貝西小波非常類似，但是比多貝西小波還要對稱。
2. Coiflet 在scaling function 存在 vanish moment.

{\displaystyle \int \limits _{-\infty }^{\infty }\phi (t)\,dt\neq 0}
{\displaystyle \int \limits _{-\infty }^{\infty }t^{k}\phi (t)\,dt=0for1\leq k\leq p}

## 消失矩對於函數的意義
消失矩是用以判斷一個函數如何遞減的指標。舉例來說，對於函數
```

  

    

      

        
f

        
(

        
t

        
)

        
=

        

          

            

              
sin

              
⁡

              
(

              
t

              
)

            

            

              
t

              

                
2

              

            

          

        

      

    

    
{\displaystyle f(t)={\frac {\sin(t)}{t^{2}}}}

  

```

當輸入值{\displaystyle t}逐漸往無限大增加時，此函數會以{\displaystyle {\frac {1}{t^{2}}}}的速率遞減。
我們可用利用定義中的動量積分式{\displaystyle \int _{-\infty }^{\infty }t^{k}f(t)\,dt}來評估此函數的遞減速率。
回到此範例中的函數，當{\displaystyle k=0}時，由於分子{\displaystyle \sin(t)}會在{\displaystyle [-1,1]}之間震盪，使得整個函數在{\displaystyle [-{\frac {1}{t^{2}}},{\frac {1}{t^{2}}}]}震盪。
此性質使得{\displaystyle k=0}時，
```

  

    

      

        

          
∫

          

            
−

            
∞

          

          

            
∞

          

        

        

          
t

          

            
k

          

        

        
(

        

          

            

              
sin

              
⁡

              
(

              
t

              
)

            

            

              
t

              

                
2

              

            

          

        

        
)

        

        
d

        
t

        
→

        
0

      

    

    
{\displaystyle \int _{-\infty }^{\infty }t^{k}({\frac {\sin(t)}{t^{2}}})\,dt\to 0}

  

```

函數積分式必定會收斂於0，代表第0個動量{\displaystyle m_{0}=0}
當{\displaystyle k=1}時，
```

  

    

      

        

          
∫

          

            
−

            
∞

          

          

            
∞

          

        

        

          
t

          

            
k

          

        

        
(

        

          

            

              
sin

              
⁡

              
(

              
t

              
)

            

            
t

          

        

        
)

        

        
d

        
t

        
=

        
π

      

    

    
{\displaystyle \int _{-\infty }^{\infty }t^{k}({\frac {\sin(t)}{t}})\,dt=\pi }

  

```

因此第1個動量{\displaystyle m_{1}=\pi \neq 0}
對於{\displaystyle k>1}的情況，動量積分式均會隨著{\displaystyle t\to \infty }而發散。
由以上的範例，我們可藉由能夠讓動量積分式收斂為0的最大{\displaystyle k}值來判斷函數的遞減速率，而此最大{\displaystyle k}值便是函數的消失矩。
在連續小波轉換中，設計母小波的其中一個條件是有值區間比須是有限的，而母小波在有值區間內如何遞減的特性，則可由消失矩來描述。

## 消失矩的等價敘述
依照定義，小波母函數{\displaystyle \psi (t)}有 {\displaystyle p} 個消失矩的條件為
```

  

    

      

        

          
∫

          

            
−

            
∞

          

          

            
∞

          

        

        

          
t

          

            
k

          

        

        
ψ

        
(

        
t

        
)

        

        
d

        
t

        
=

        
0

        
,

        
 

        
f

        
o

        
r

        
 

        
0

        
≤

        
k

        
<

        
p

      

    

    
{\displaystyle \int _{-\infty }^{\infty }t^{k}\psi (t)\,dt=0,\ for\ 0\leq k<p}

  

```

然而由於此定義中包含了一個無限範圍的連續積分，因此在設計小波母函數上並不實用。
若定義小波轉換中的尺度函數為{\displaystyle \varphi (t)}，當以下小波母函數和尺度函數的關係成立時，
```

  

    

      

        

          
|

          

            
ψ

            
(

            
t

            
)

          

          
|

        

        
=

        
O

        
(

        
(

        
1

        
+

        

          
t

          

            
2

          

        

        

          
)

          

            
−

            
p

            

              
/

            

            
2

            
−

            
1

          

        

        
)

      

    

    
{\displaystyle \left|\psi (t)\right|=O((1+t^{2})^{-p/2-1})}

  

```

```

  

    

      

        

          
|

          

            
φ

            
(

            
t

            
)

          

          
|

        

        
=

        
O

        
(

        
(

        
1

        
+

        

          
t

          

            
2

          

        

        

          
)

          

            
−

            
p

            

              
/

            

            
2

            
−

            
1

          

        

        
)

      

    

    
{\displaystyle \left|\varphi (t)\right|=O((1+t^{2})^{-p/2-1})}

  

```

下列四項敘述便是等價的：
1. 小波母函數{\displaystyle \psi (t)}有{\displaystyle p}個消失矩。
2. {\displaystyle \psi (t),\ \varphi (t)}的傅立葉轉換，以及前{\displaystyle p-1}次微分在{\displaystyle \omega =0}處均為零。
3. {\displaystyle h_{\varphi }(t),\ H_{\varphi }(e^{j\omega })}的傅立葉轉換，以及前{\displaystyle p-1}次微分在{\displaystyle \omega =0}處均為零。
4. 對於{\displaystyle 0\leq k<p} 區間內的任意{\displaystyle k}值
{\displaystyle q_{k}(t)=\sum _{n=-\infty }^{\infty }n^{k}\varphi (t-n)}
是最高次方為{\displaystyle k} 的多項式函數。

## 消失矩與小波函數的設計
當濾波器的傅立葉轉換滿足以下的條件時，
```

  

    

      

        

          

            

              
|

              

                

                  
H

                  

                    
φ

                  

                

                
(

                
ω

                
)

              

              
|

            

          

          

            
2

          

        

        
+

        

          

            

              
|

              

                

                  
H

                  

                    
φ

                  

                

                
(

                
ω

                
+

                
π

                
)

              

              
|

            

          

          

            
2

          

        

        
=

        
2

      

    

    
{\displaystyle {\left|H_{\varphi }(\omega )\right|}^{2}+{\left|H_{\varphi }(\omega +\pi )\right|}^{2}=2}

  

```

此濾波器滿足共軛鏡像濾波器的條件。其中{\displaystyle H_{\varphi }(\omega )}代表離散低通濾波器{\displaystyle h_{\varphi }[n]}離散低通濾波器的傅立葉轉換。
結合共軛鏡像濾波器的條件與消失矩的第3個等價敘述，我們可以將低通濾波器表示為
```

  

    

      

        

          
H

          

            
φ

          

        

        
(

        

          
e

          

            
j

            
ω

          

        

        
)

        
=

        

          

            
2

          

        

        

          

            
(

            

              

                

                  
1

                  
+

                  

                    
e

                    

                      
j

                      
ω

                    

                  

                

                
2

              

            

            
)

            
)

          

          

            
p

          

        

        
L

        
(

        

          
e

          

            
j

            
ω

          

        

        
)

      

    

    
{\displaystyle H_{\varphi }(e^{j\omega })={\sqrt {2}}{({\frac {1+e^{j\omega }}{2}}))}^{p}L(e^{j\omega })}

  

```

其中{\displaystyle L(x)}為一多項式函數。
利用上述條件與消失矩的等價敘述，可以簡化設計小波函數的步驟。

### 消失矩與濾波器長度
在小波轉換中，尺度函數和小波母函數可利用離散濾波器來定義：
```

  

    

      

        
φ

        
(

        
t

        
)

        
=

        

          
∑

          

            
n

          

          

          

        

        

          
h

          

            
φ

          

        

        
[

        
n

        
]

        

          

            
2

          

        

        
φ

        
(

        
2

        
t

        
−

        
n

        
)

      

    

    
{\displaystyle \varphi (t)=\sum _{n}^{}h_{\varphi }[n]{\sqrt {2}}\varphi (2t-n)}

  

```

```

  

    

      

        
ψ

        
(

        
t

        
)

        
=

        

          
∑

          

            
n

          

          

          

        

        

          
h

          

            
ψ

          

        

        
[

        
n

        
]

        

          

            
2

          

        

        
φ

        
(

        
2

        
t

        
−

        
n

        
)

      

    

    
{\displaystyle \psi (t)=\sum _{n}^{}h_{\psi }[n]{\sqrt {2}}\varphi (2t-n)}

  

```

其中{\displaystyle h_{\varphi }[n]}為離散低通濾波器，{\displaystyle h_{\psi }[n]}則為離散高通濾波器，通常會利用支撐大小(Size of support)來表示濾波器的長度。
從上述{\displaystyle H_{\varphi }(e^{j\omega })={\sqrt {2}}{({\frac {1+e^{j\omega }}{2}}))}^{p}L(e^{j\omega })}的表示式可得知，
當我們選擇較高的消失矩{\displaystyle p}時，{\displaystyle H_{\varphi }(e^{j\omega })}將會是具有較高{\displaystyle e^{j\omega }}次方的多項式函數，因此對應到的{\displaystyle h_{\varphi }[n]}便有較長的濾波器長度。
一般而言，擁有較高的消失矩與較短的濾波器長度是一個交換條件的關係，無法兩者同時滿足。
因此在設計連續小波轉換中的小波母函數時，除了消失矩外，也應當把所對應到的濾波器長度考慮進去。